# بتنارا
بتنارا (به انگلیسی: Batnara) یک منطقهٔ مسکونی در پاکستان است که در خیبر پختونخوا واقع شده‌است. بتنارا ۲٬۰۹۳ متر بالاتر از سطح دریا واقع شده‌است.